# Marasmius

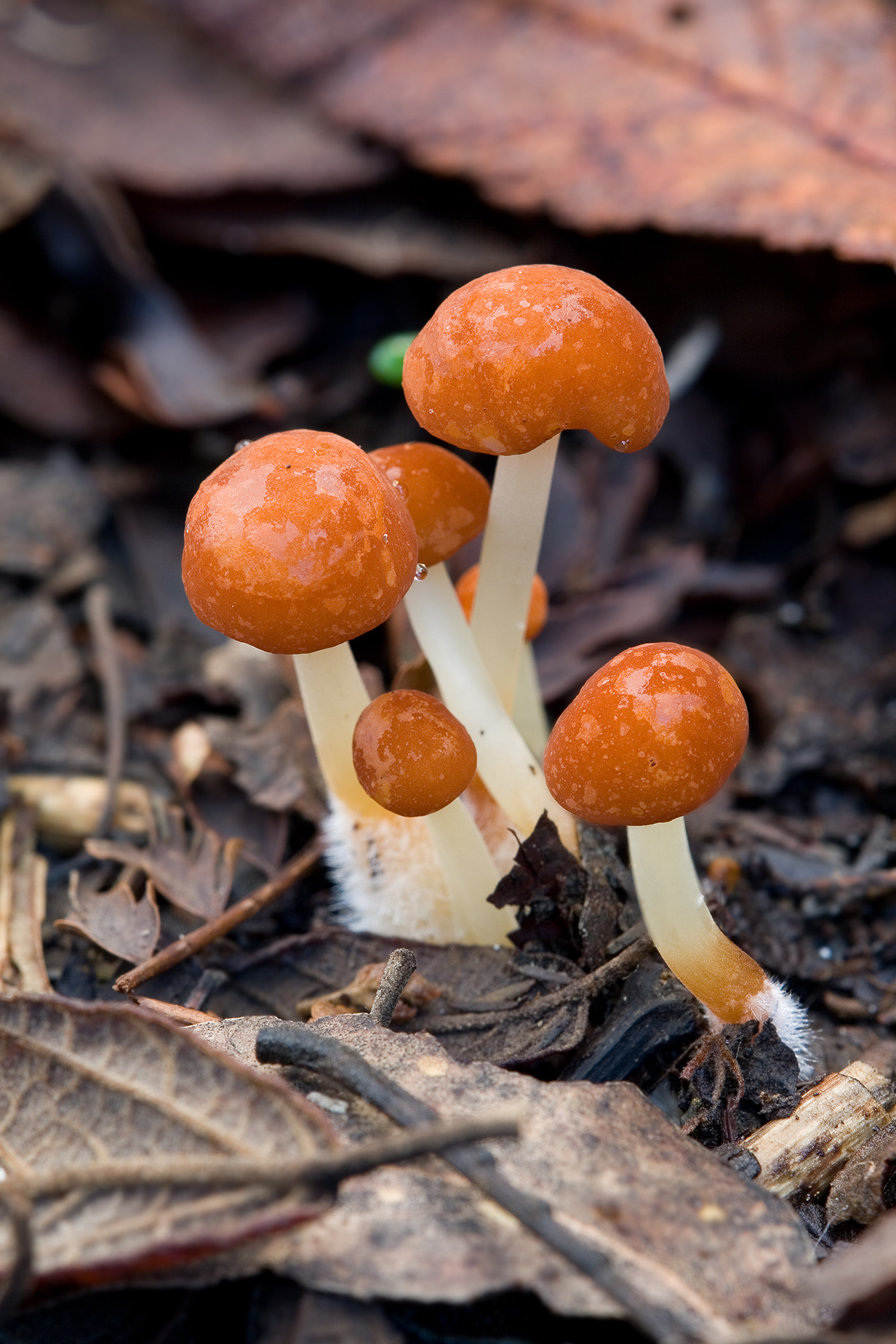
Marasmius elegans fotografiat a Tasmània.

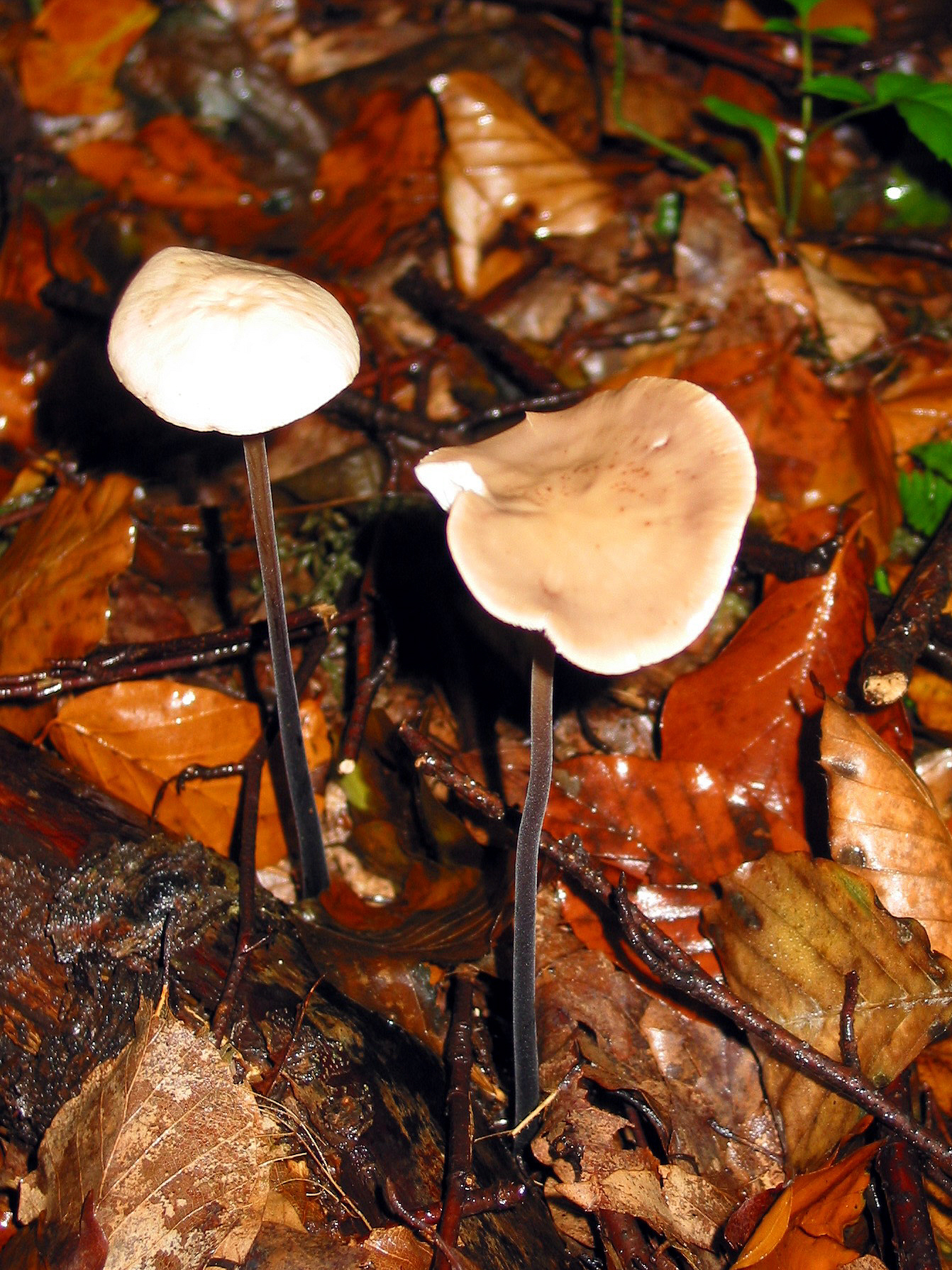
Marasmius alliaceus

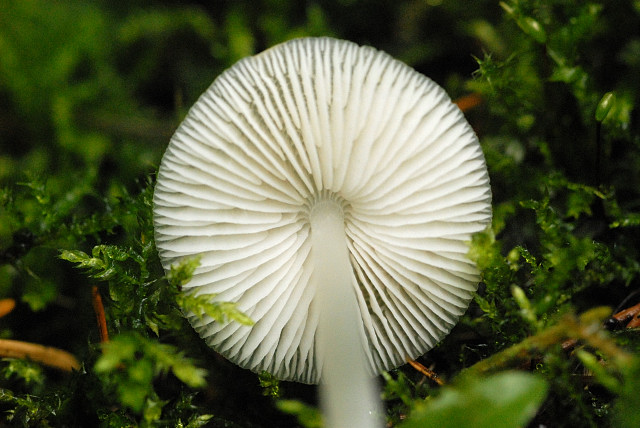
Marasmius wynnei

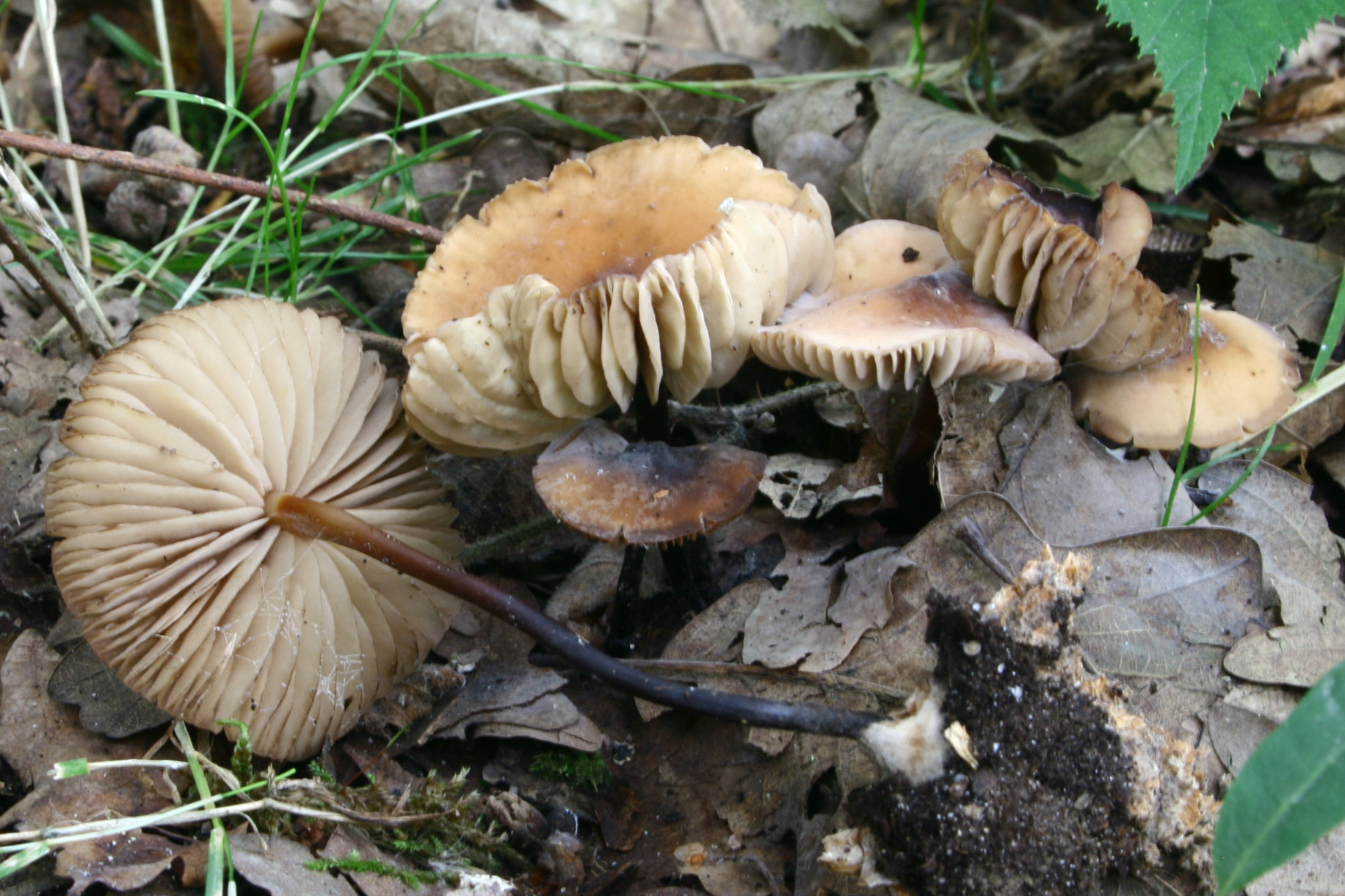
Marasmius cohaerens

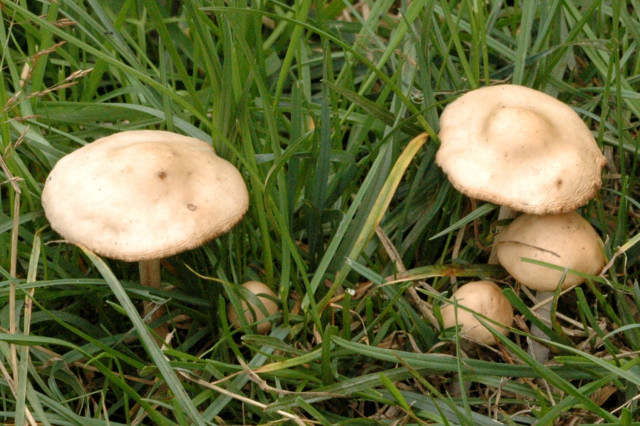
Marasmius oreades

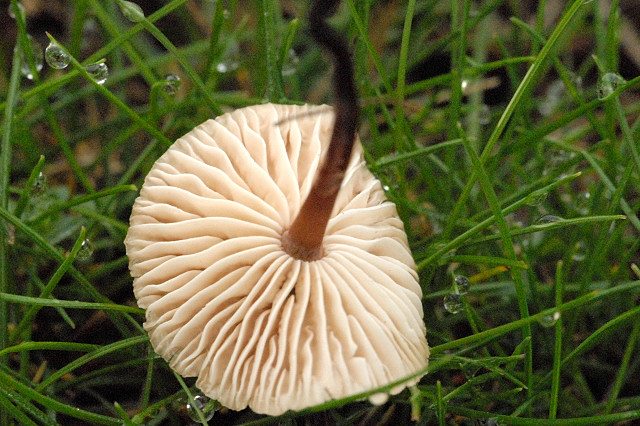
Marasmius scorodonius

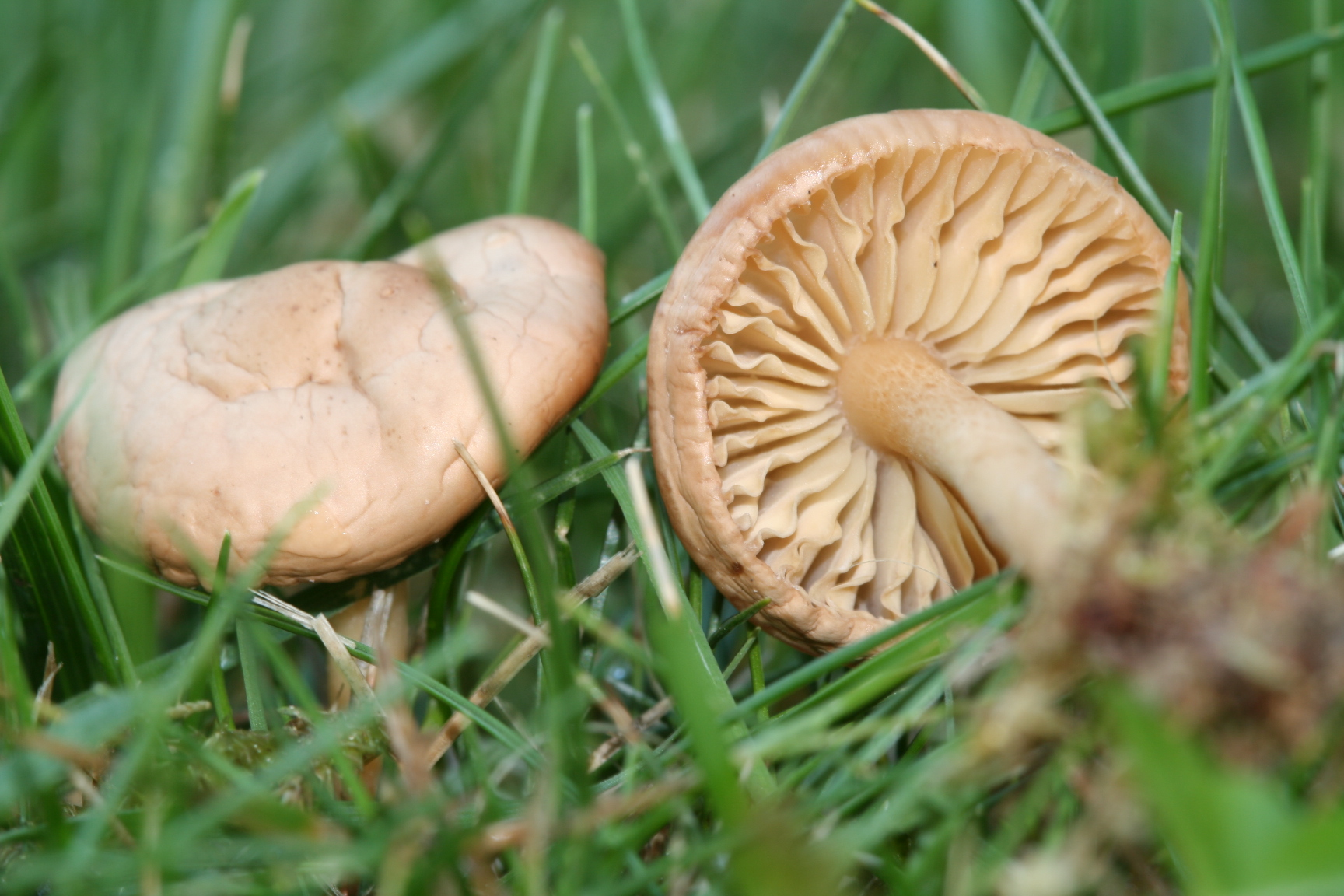
Marasmius oreades

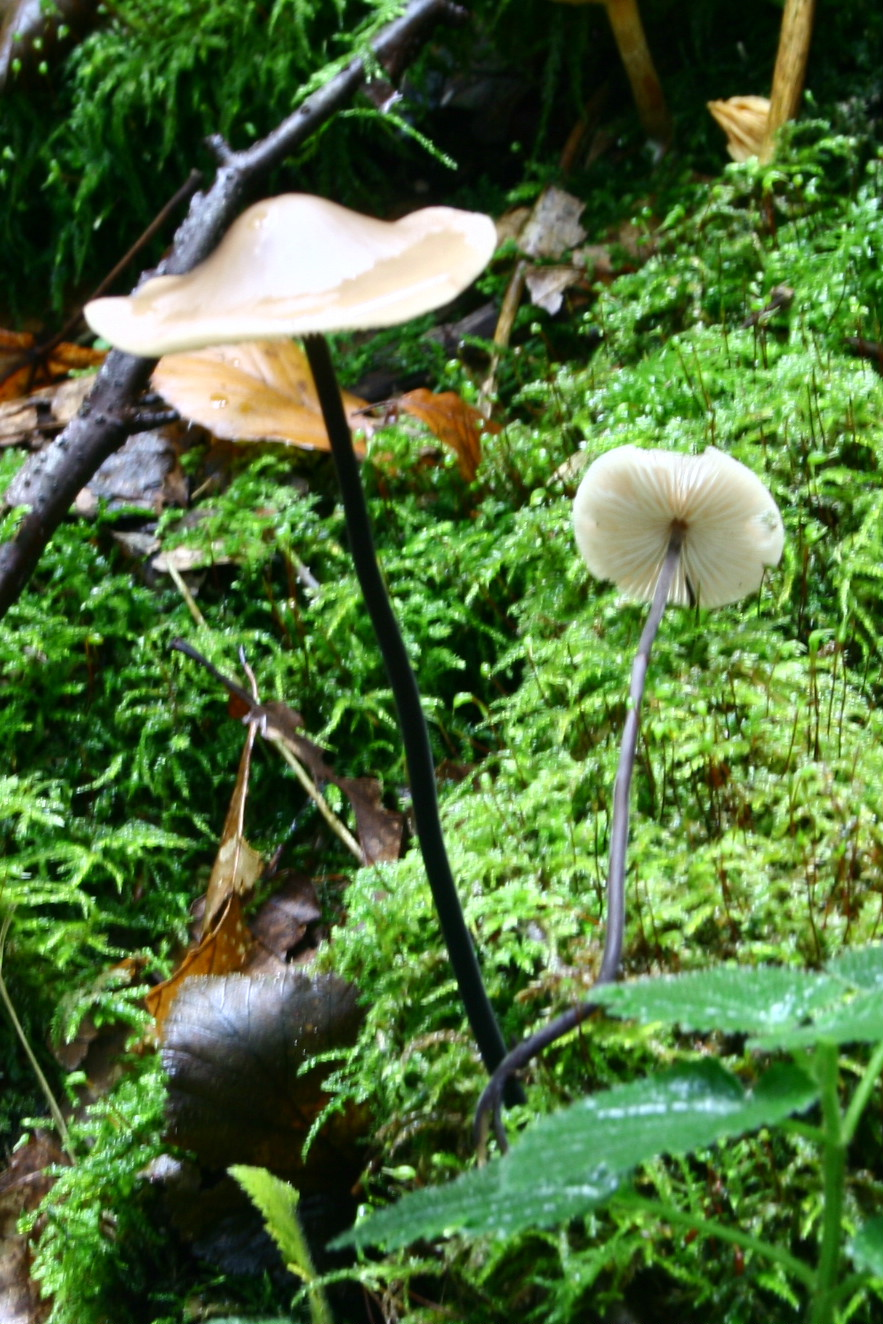
Marasmius alliaceus

Marasmius és un gènere de fongs agaricals pertanyent a la família de les marasmiàcies (Marasmiaceae).

## Descripció
- Mida petita.
- Barrets no cònics, separables del peu i d'aspecte coriaci.
- Cama fibrosa i difícil de trencar (aguanta la torsió).
- Làmines lliures i distanciades les unes de les altres.
- Esporada de color blanc.[2][3]

## Hàbitat
Viuen damunt la fullaraca o els residus de la fusta.

## Taxonomia
- Marasmius alliaceus (Jacq.:Fr.) Fr.
- Marasmius androsaceus (L. ex Fr.) Fr.
- Marasmius anomalus Peck
- Marasmius bulliardii Quél., 1878
- Marasmius buxi Fr.
- Marasmius caricis P. Karst.
- Marasmius chordalis Fr.
- Marasmius cohaerens (Alb. & Schw.) Cooce & Quél., 1878
- Marasmius collinus (Scop.) Singer
- Marasmius corbariensis (Roum.) Singer
- Marasmius cornelii Laessøe & Noordel.
- Marasmius crinis-equi F. Muell. ex Kalchbr.
- Marasmius curreyi Berk. & Broome
- Marasmius epidryas Kühner
- Marasmius epiphylloides (Rea) Sacc. & Trotter
- Marasmius epiphyllus (Pers.) Fr.
- Marasmius favrei Antonín
- Marasmius graminum (Lib.) Berk.
- Marasmius haematocephalus (Mont.) Fr.
- Marasmius hudsonii (Pers.) Fr.
- Marasmius insititius Fr.
- Marasmius kroumirensis Pat.
- Marasmius limosus Boud. & Quél.
- Marasmius lupuletorum
- Marasmius minutus Peck
- Marasmius oreades (Bolt.) Fr.
- Marasmius palmivorus Sharples
- Marasmius phalaricola Warcup & P.H.B. Talbot
- Marasmius prasiosmus (Fr.) Fr.
- Marasmius pseudocaricis Noordel.
- Marasmius quercophilus Pouzar
- Marasmius recubans Quél.
- Marasmius resinosus (Peck) Sacc.
- Marasmius rotula (Soop. ex Fr.) Fr.
- Marasmius sacchari Wakker
- Marasmius saccharinus (Batsch) Fr.
- Marasmius scorodonius (Fr.) Fr.
- Marasmius setosus (Sowerby) Noordel., 1987
- Marasmius skalae Antonín, 1988
- Marasmius splachnoides (Hornem.) Fr.
- Marasmius tenuiparietalis Singer
- Marasmius teplicensis Antonín & Skála, 1993
- Marasmius torquescens Quél.
- Marasmius tremulae Velen., 1947
- Marasmius ventalloi Singer., 1947
- Marasmius wettsteinii Sacc. & P. Syd.
- Marasmius wynnei Berk. & Broome[4][5][6]

## Comestibilitat
No són bons per a la cuina a causa fonamentalment de la seua mida i poca consistència. Tot i així, el cama-sec (Marasmius oreades) és de qualitat excel·lent i és possible conservar-lo en bones condicions mitjançant la seua dessecació.

## Observacions
Tenen un paper essencial en els ecosistemes forestals, ja que ajuden a trencar la capa de fullaraca del sòl dels boscos (sobretot, de roures i nogueres).